# Ludwik Maria Staff
Ludwik Maria Staff, właśc. Karol Staff, ps. Jan Strzemię i Strzemieńczyk (ur. 19 lipca 1890 we Lwowie, zm. 17 stycznia 1914 w Zakopanem) – polski powieściopisarz i poeta epoki Młodej Polski, brat Leopolda Staffa i Franciszka Staffa.

## Życie
Urodził się 19 lipca 1890 we Lwowie. Studiował prawo na Uniwersytecie Lwowskim oraz w Akademii Handlowej we Lwowie. 
Cierpiał na gruźlicę. Zmarł 17 stycznia 1914 w Zakopanem, osiągnąwszy wiek 24 lat. Został pochowany na Cmentarzu Łyczakowskim we Lwowie..

## Twórczość
Na stosunkowo skromny dorobek pisarski Ludwika Marii Staffa złożyły się powieść Grzeszne gołębie (1914), jak również opublikowany pośmiertnie zbiór opowiadań Dwie pieśni i inne nowele (1915) oraz tom poetycki Zgrzebna kantyczka (1922).
Poezja Ludwika Marii Staffa z prostotą, a wręcz prymitywizmem formy opisywała codzienne życie zwykłych ludzi, żyjących w świecie „nijakim”. Pod tym względem była to literatura stylistycznie i tematycznie odmienna od tej, którą pisał Leopold. Stałym motywem w twórczości Ludwika Staffa była świadomość nieuchronnego przemijania, rezygnacji i zgody na los, który poeta przyjmował jako rzecz naturalną.

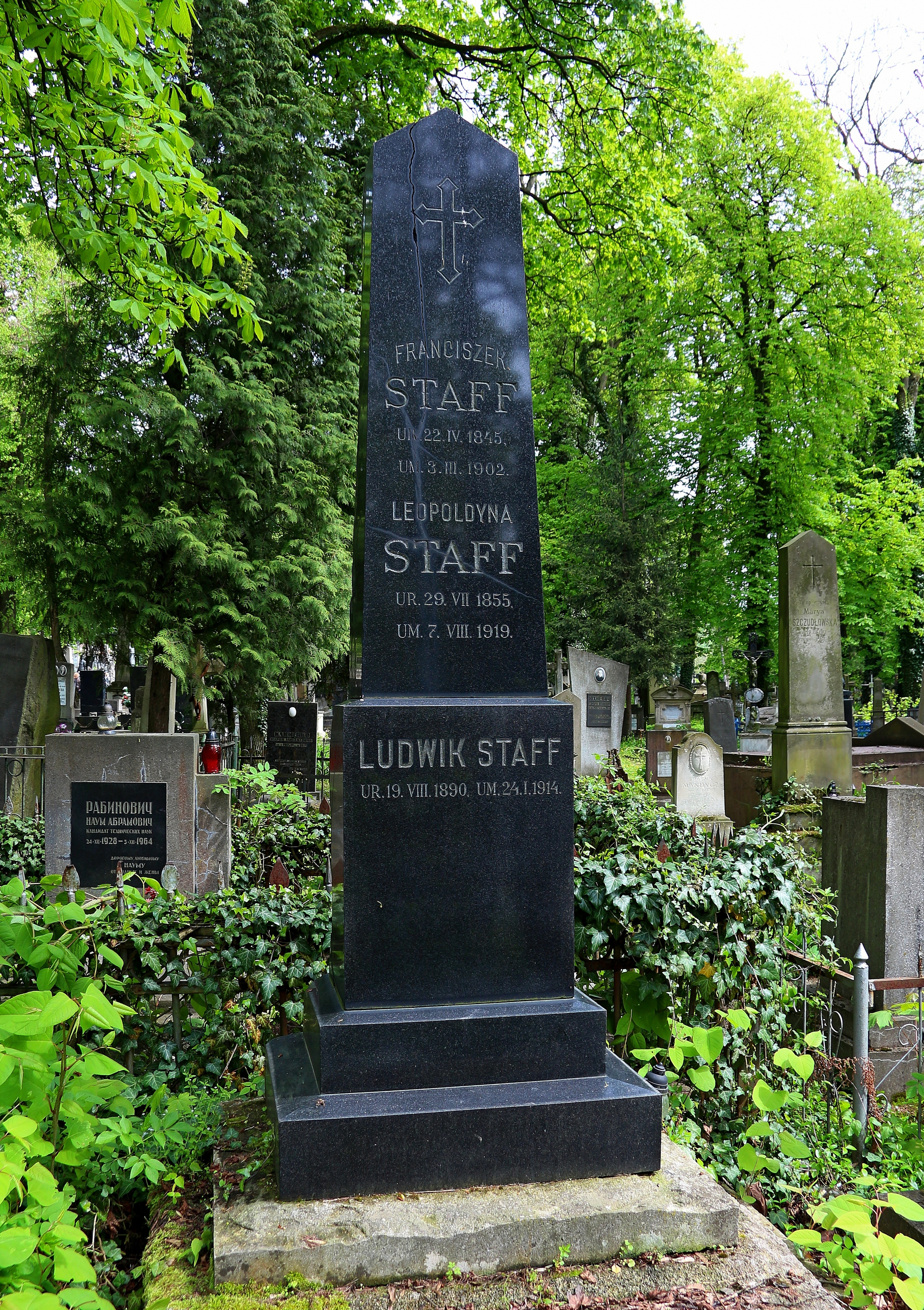
Nagrobek Staffów

## Publikacje książkowe

### Proza
- Grzeszne gołębie. Powieść, Lwów 1914[2]
- Dwie pieśni i inne opowiadania, Lwów 1915[2]

### Poezja
- Zgrzebna kantyczka, Warszawa 1922[2]